# Hygrocybe fuscoaurantiaca
Hygrocybe fuscoaurantiaca är en svampart som först beskrevs av G. Stev., och fick sitt nu gällande namn av E. Horak 1971. Hygrocybe fuscoaurantiaca ingår i släktet Hygrocybe och familjen Hygrophoraceae.   Inga underarter finns listade i Catalogue of Life.